# Fresheo
Fresheo est une entreprise belge de plats préparés. L'entreprise propose la livraison de repas sains à domicile.

## Historique
Fresheo est fondée en 2018 par Marvin Ndiaye. À son lancement, il est âgé de 21 ans et prépare ses repas seul dans une petite cuisine de 8 m2.
Après deux ans d'existence, l'entreprise comptabilise 144.000 repas livrés en Wallonie et à Bruxelles,. En 2021, Fresheo livre près de 3 000 repas chaque semaine,. Ce chiffre monte à 10 000 à partir de 2022.
Trois ans après son lancement, en 2021, Fresheo réalise un chiffre d'affaires de 3 millions d'euros.
En avril 2023, la plateforme Ecco Nova lance une campagne de financement pour l'entreprise.
En 2023, Fresheo emploie près d'une centaine de collaborateurs.
En mai 2023, l'entreprise inaugure ses nouveaux ateliers de 1 000 m2 à Floreffe et annonce son lancement aux États-Unis.
En août 2023, le Premier ministre belge Alexander De Croo visite les ateliers de Fresheo,.